# Gyllenhorn

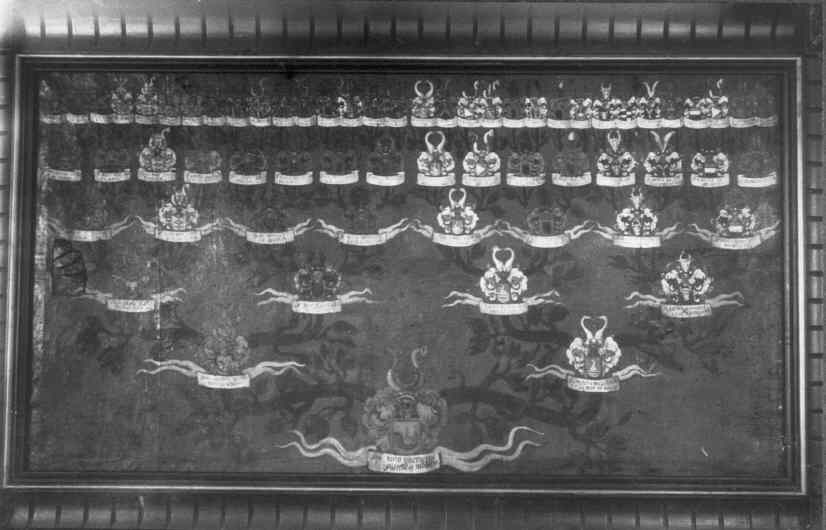
Anträd över fru Karin Gyllenhorn, oljemålning på duk. Stora Malms kyrka.

Gyllenhorn var en uradlig frälsesläkt vars medlemmar aldrig kallade sig så, fram till att de 1625 introducerades som adliga ätten Gyllenhorn nummer 116 på Sveriges Riddarhus, varför tidigare medlemmar skrivs (Gyllenhorn) inom parentes. Ätten utdog kort tid efter, redan 1631. Ätten Gyllenhorn ägde bland annat gården Hacksta i Näs socken, Uppsala län, och Sjösa gård i Svärta socken i Nyköpings kommun. Ingen koppling till den norska ätten Gyldenhorn med samma vapen, är känd.
Vapen: ett gyllene jakthorn på blått fält.
Ätten härstammade från väpnaren Jöns Birgersson (Gyllenhorn) . Jöns Birgersson är nämnd när han 1454 byter till sig jord i Hacksta, Enköpings-Näs socken, och skrev sig dit 1454–1484. Jöns Birgersson uppges ha varit gift med Anna (Olofsdotter?).
Hans son var riddaren Olof Jonsson (Gyllenhorn) som levde 1526 i Hacksta, Enköpings-Näs och sannolikt var död före 1531. Olof Jonsson var fogde på Västerås slott 1505, häradshövding i Åsunda härad (Uppsala) 1508, riksföreståndaren Sten Sture den äldres fogde på Västerås 1505-1509, samt fogde på Stockholms slott hösten 1511. Han omnämns som väpnare 1519.  Han var först gift med Britta Jönsdotter, om vars identitet fyra olika förslag har framlagts: Hon var enligt Gyllenanckarska Anteckningsboken  dotter till Jöns Ingemarsson, men enligt Riddarhusstamtavlan dotter till Jöns Olofsson. Enligt båda källorna skrev han sig Jöns till Skälby och förde i vapnet två hjorthorn. Enligt andra uppgifter var hon dotter till en Jöns Börjesson. Gabriel Anrep uppger att Olof Jonsson andra gången var gift med en dotter till väpnaren Mats Trulsson (gaffelstyckad sköld) till Sjösa (känd 1455-1480)., medan en annan källa menar att hans första fru Britta Jönsdotter tidigare varit gift med denne Mats Trulsson (gaffelstyckad sköld) till Sjösa. 
Hans dotter Carin Olufsdotter var gift med Sten Olofsson i Wåhla, och två av hans söner är kända, riksrådet Johan Olofsson (Gyllenhorn) till Hacksta och hövitsmannen Jöns Olofsson (Gyllenhorn) till Sjösa i Svärta. 
Jöns Olofsson (död 1561 eller 1562) var förordnad av Kristian II till hövitsman på Nyköping slott, vilket han 1521 uppgav till Gustaf Eriksson (Vasa). Han var hövitsman för svenska krigsfolket i kriget mot Danmark 1535 och kallas väpnare 1538. Jöns Beseglade bland adeln Västerås arvförening 1544, kung Gustav Vasas testamente 1560 och trohetsförsäkran till kung Erik XIV 1561. Han kan även vara identisk med den Jöns Olsson som var fogde på Kalmar 1526—1529 och i litteraturen felaktigt identifierats med Jon Olsson (Liljesparre). Jöns Olsson tillbytte sig gården Sjösa gård och var gift med Sigrid Kyle (död 1571) i hennes andra gifte (tidigare gift med Arendt Pehrsson (Örnflycht till Ornäs och Granhammar), dotter till lagmannen Claes Påfvelsson Kyle och Margareta Pedersdotter (Fargalt). En dotter är känd, Carin Jönsdotter på Sjösa. Sigrid Kyles kammarjungfru på Sjösa, var prästdottern Karin Nilsdotter, vilken år 1574 med hertig Karl, sedermera kung Karl IX blev mor till sonen Carl Carlsson Gyllenhielm. 
Jöns bror, riddaren och riksrådet Johan Olofsson (Gyllenhorn) (död 1556) är också nämnd under namnen Johan Olsson, Jon Olsson eller Joen Olsson och tjänstgjorde under Sören Norby i Kalmar, och anslöt sig senare till Gustav Vasa kort före hans val till riksföreståndare. Johan Olsson var häradshövding i Trögd 1524—1553, slagen till riddare, och riksråd 1528, och lagman över Västmanlands och Dalarnas lagsaga 1531-1556. Enligt Peder Svart var han ett av de tre riksråd som mest aktivt uppträdde vid kung Gustav Vasas sida vid räfsten med dalkarlarnas uppror 1533. Under Grevefejden underhandlade han i Danmark jämte Gustav Olsson (Stenbock) 1534 och jämte Kristofer Andersson (Ekeblad av Hedåker) 1535, men resultatet tillfredsställde inte kungen. Vid åtskilliga tillfällen 1542—1552 fick han antingen ensam eller tillsammans med andra sköta förhandlingarna med allmogen på marknaderna. Under Dackefejden var han 1542 och 1543 en av dem, åt vilka kungen anförtrodde befälet på Stockholms slott. Han var senare ståthållare där 1552—1553. Jämte Knut Andersson (Lillie) (Lillie af Ökna) sändes han 1545 till Finland för konungsräfst och gränsförhandlingar med ryssarna. Som förläning fick han efter Västerås riksdag Eskilstuna kloster och 1530 Österrekarne härad samt från 1542 Hagunda härad (Uppsala), som indrogs 1549 eller 1550, möjligen med anledning av böndernas klagomål mot honom. Uppgiften, att han 1536-1543 skulle ha haft Aska härad i förläning, beror på förväxling med en Jöns Olsson, möjligen brodern. Senast 1533 gifte sig Johan Olsson med Carin Bese, dotter till fogden Nils Bese, av den yngre Beseätten som i vapnet förde tre blå rutor, och Kerstin Gottschalksdotter (tillbakaseende ulv), som var ingift i den gamla riksrådsätten Ulv. 
Johan Olofsson (Gyllenhorn) och Carin Bese hade barnen:
1. Olof Jonsson, till Hacksta, (född 1530). 1454 omnämnd som ägare till gården Limsta i Kila socken, Södermanland.[11] [12] Blev fråndömd sitt frälse 1562 men upptogs i rusttjänstlängd 1562–1563.
2. Hebbla Jonsdotter.
3. Arent Jonsson. Fänrik. Död 1580.
4. Görvel Jonsdotter Gyllenhorn, död 1619. Gift med sin broders svåger, riksrådet Gustaf Björnsson (Bååt), död 1594.
5. Gottschalk Jonsson, till Hacksta, död ung.
6. Christina Jonsdotter Gyllenhorn, levde ännu 1615. Gift med ståthållaren Jöns Ulfsson Snakenborg (Bååt), död 1600.
7. Brita Jonsdotter Gyllenhorn. Gift med furstliga rådet Göran Larsson Sparre af Rossvik (1530-1580).

Sonen Arent Jonsson (Gyllenhorn) till Hacksta och Ekhult samt Sjöholm i Östra Vingåker, var fänrik vid adelsfanan och avled i pesten 1580. Han var gift med Anna Björnsdotter, dotter av riksrådet Björn Pedersson (Bååt) och Birgitta (Brita) Nilsdotter (Grip) till Winäs. Släktnamnet Gyllenhorn antogs i början av 1600-talet av Arent Jonsson son Josua Arentsson Gyllenhorn (1575—1631) och andra medlemmar av släkten. Arent Jonsson (Gyllenhorn) och Anna Björnsdotter (Bååt) hade barnen:
1. Samuel Gyllenhorn, född 1569.
2. Johan Gyllenhorn, född tvilling 1570, död som barn.
3. En son, född tvilling 1570, död som barn.
4. Brita Gyllenhorn, född 1571, gift 1598 med Hans Claesson Mecks till Hacksta. Genom deras dotter Carin, gift med Otto von Sack, kom Sacksta till ätten  Sack.
5. Per Gyllenhorn, född 1572.
6. Elisabet Gyllenhorn (1573-1648), gift med riksrådet och lagmannen Erik Abrahamsson Leijonhufvud.
7. Josua Gyllenhorn, född 1575. Hovjunkare. Död 1631. (Se nedan)
8. Björn Gyllenhorn, född 1576.
9. Johan Gyllenhorn till Risa, född tvilling 1577.
10. Märta Gyllenhorn, född tvilling 1577.

Josua Arentsson Gyllenhorn (1575—1631) till Hacksta och Sjöholm samt Stora Djulö i Stora Malms socken, Södermanlands län, var hovjunkare hos hertig Carl 1599. 1600 blev han dömd från livet när han vanvårdat konungens befallning och med hugg och slag överfallit konungens befallningsman, men han benådades. Josua blev 1625 introducerad på Sveriges Riddarhus med namnet Gyllenhorn under nr 88, vilket nummer sedan ändrades till 116. Han var gift 1600 med Gertrud Mauritzdotter Laxman (född 1575), och de hade barnen:
1. Aron Gyllenhorn, (1601-1618).
2. Elisabet Gyllenhorn, begraven 1618.
3. Carl, till Djula och Sjöholm (1604-1622), Präst.
4. Anna Gyllenhorn, gift med majoren Knut Claesson Uggla till Lasstorp, senare av Anna Gyllenhorn benämnd Claestorp.[13]
5. Christina Gyllenhorn , (död 1640), gift 1631 med kammarherren friherre Johan Gyllenstierna af Lundholm (1597-1658).
6. Carin, eller Karin Gyllenhorn (begraven 1670, gift 1637 med assessorn Jakob von der Linde, friherre von der Linde (1612-1668). (Hennes antavla avbildad, ovan till höger)
7. Helena Gyllenhorn, död 1677, gift med majoren Ingevald Crusebjörn, (1611-1658). Paret skänkte 1650 en orgel med sex stämmor till Löts kyrka, Östergötland.

Josua Gyllenhorns avled 1631, med vilken släkten utdog på manssidan. Han begravdes i Västra Vingåkers kyrka där ättens vapen kan ses. Ättens begravningsvapen är också upphängda i Enköpings-Näs kyrka och andra kyrkor, och ingår bland släktvapnen för Diedrich Kagg i Linköpings domkyrka.

## Senare användning av namnet
Namnet Gyllenhorn har dock senare använts, bland annat i Idel ädel adel, en svensk film från 1945 regisserad av Anders Henrikson, där ägaren till Gyllingehus, baron Gyllenhorn, funderar på att sälja sitt slott och flytta till stan.
Namnet Gyllenhorn är också ett exempel på efternamn som har godkänts av PRV utan hinder av 13 § första stycket 2 (och som inte heller ansetts ”vilseleda allmänheten” enligt 12 § 4).